# J. W. Henderson
James Wilson Henderson (15 de agosto de 1817, Condado de Sumner - 30 de agosto de 1880, Houston) foi o quarto governador do Texas, de 23 de novembro de 1853 a 21 de dezembro do mesmo ano. Foi casado por duas vezes. Sua primeira esposa foi Laura A. Hooker, de 6 de junho de 1848 a 21 de julho de 1856. Seu segundo matrimônio foi com Saphira Elizabeth Price.